# 小行星6729
小行星6729（6729 Emiko）是一颗绕太阳运转的小行星，为主小行星带小行星。该小行星于1991年11月4日发现。

## 轨道参数
小行星6729的轨道半长轴为2.5972709 UA，离心率为0.175。